# Allium apolloniensis
Allium apolloniensis är en amaryllisväxtart som beskrevs av Biel, Kit Tan och Dimitrios B. Tzanoudakis. Allium apolloniensis ingår i släktet lökar, och familjen amaryllisväxter.
Artens utbredningsområde är Grekland. Inga underarter finns listade i Catalogue of Life.